# Mustafa Türker Arı
Mustafa Türker Arı (* 1972 in Mersin) ist ein Diplomat der Republik Türkei. Er war von September 2010 bis September 2014 Leiter des Generalkonsulates Stuttgart.

## Leben
Arı absolvierte ein Studium im Fachbereich „Internationale Beziehungen“ an der Fakultät für Politikwissenschaften der Universität Ankara. 1994 wurde Arı Beamtenanwärter in der Abteilung Fernöstliche Länder des türkischen Außenministeriums; danach absolvierte er seinen Militärdienst. Im Jahr 1996 wurde er Beamtenanwärter und Attaché in der Abteilung für militärische Angelegenheiten (NATO) des Außenministeriums. 1997 wurde er Attaché und Dritter Botschaftssekretär an der türkischen Botschaft in Den Haag (Niederlande). Im Jahr 2000 wurde Arı Dritter und Zweiter Botschaftssekretär an der Botschaft in Sofia (Bulgarien). 2002 wurde Arı Zweiter und Erster Sekretär in der Abteilung NATO und Europäische Sicherheits- und Verteidigungspolitik des Außenministeriums. Im Jahr 2004 wurde er Erster Botschaftssekretär und Botschaftsrat an der Botschaft in Rabat (Marokko). 2008 wurde er Botschaftsrat an der Botschaft in Rom (Italien). Im selben Jahr wurde er Abteilungsleiter NATO und Europäische Sicherheits- und Verteidigungspolitik des Außenministeriums. Im Jahr 2009 war er Botschaftsrat an der türkischen Botschaft in Kabul (ziviler Koordinator der ‚Bezirksaufbaugruppe’ (PRT) für den Bezirk Vardak in Afghanistan). Am 14. September 2010 wurde er Generalkonsul am Türkischen Generalkonsulat Stuttgart.